# Adrian (Míchigan)
Adrian es una ciudad ubicada en el condado de Lenawee en el estado estadounidense de Míchigan. Es sede del condado de Lenawee. En el Censo de 2010 tenía una población de 21133 habitantes y una densidad poblacional de 1.007,1 personas por km².

## Geografía
Adrian se encuentra ubicada en las coordenadas 41°53′56″N 84°2′41″O / 41.89889, -84.04472. Según la Oficina del Censo de los Estados Unidos, Adrian tiene una superficie total de 20.98 km², de la cual 20.6 km² corresponden a tierra firme y (1.84%) 0.39 km² es agua.

## Demografía
Según el censo de 2010, había 21133 personas residiendo en Adrian. La densidad de población era de 1.007,1 hab./km². De los 21133 habitantes, Adrian estaba compuesto por el 84.14% blancos, el 4.38% eran afroamericanos, el 0.58% eran amerindios, el 0.94% eran asiáticos, el 0.01% eran isleños del Pacífico, el 5.92% eran de otras razas y el 4.02% pertenecían a dos o más razas. Del total de la población el 18.85% eran hispanos o latinos de cualquier raza.